# Hammerschloss Unterwildenau

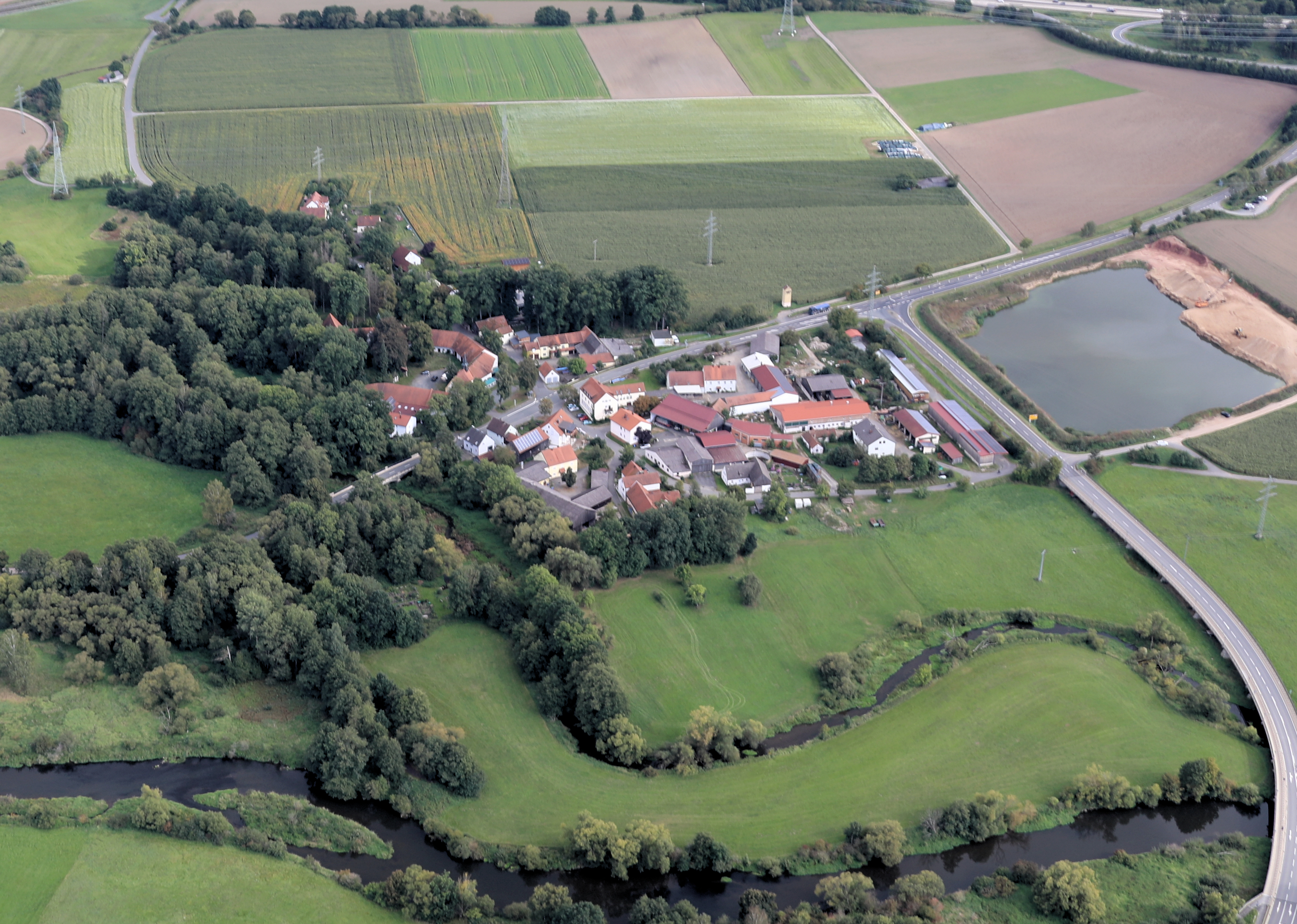
Unterwildenau mit Hammerschlossanlage (2023)

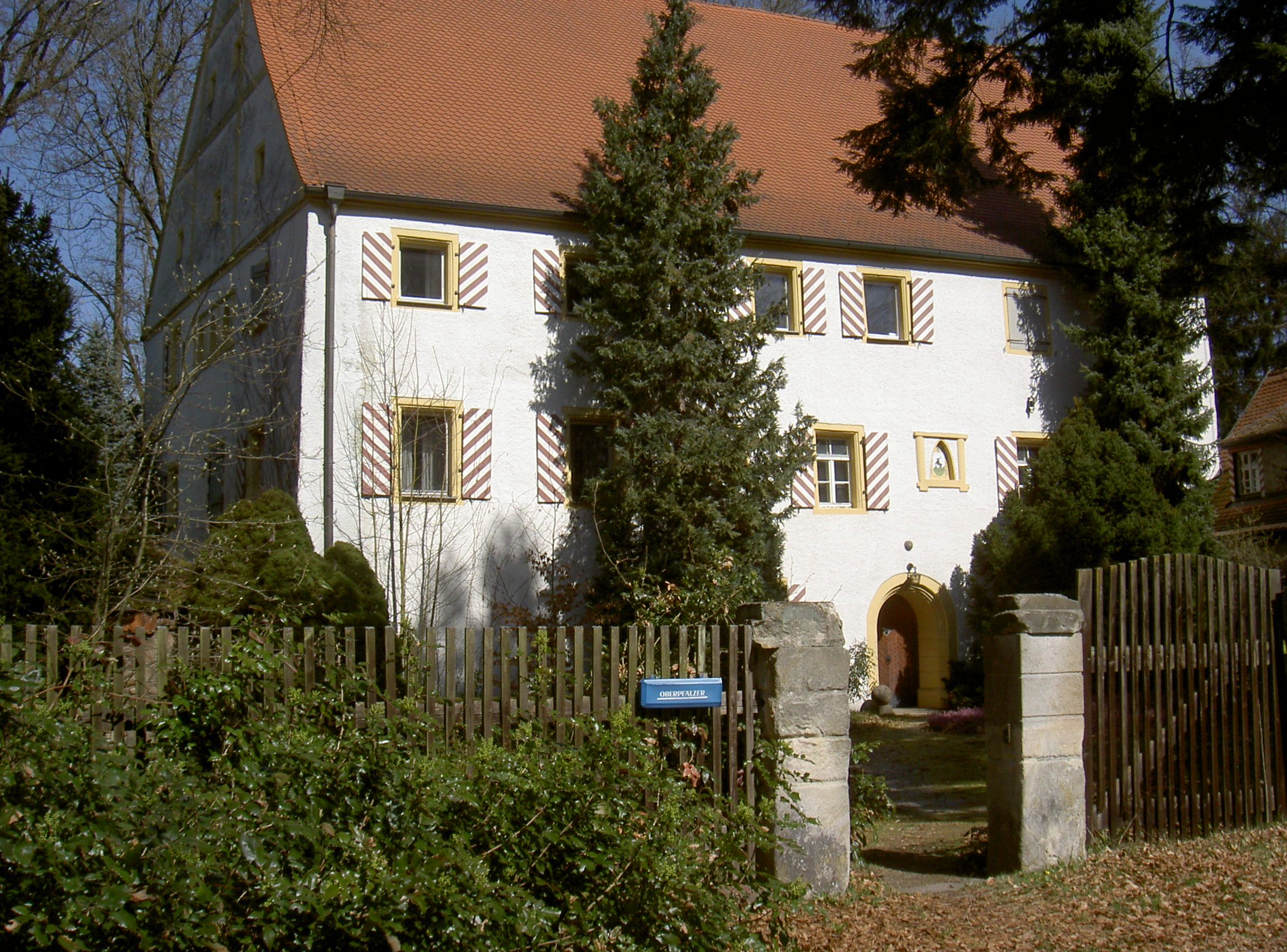
Hammerschloss Unterwildenau

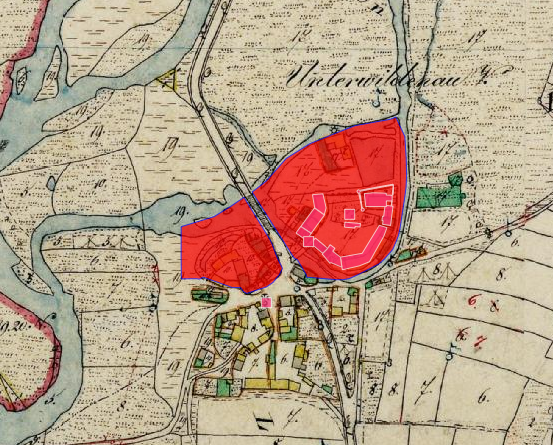
Lageplan von Hammerschloss Unterwildenau auf dem Urkataster von Bayern

Das Hammerschloss Unterwildenau ist ein Schloss im gleichnamigen Ortsteil Unterwildenau des Oberpfälzer Marktes Luhe-Wildenau (Unterwildenau 17). Der einst dort bestehende Eisenhammer wurde vom Wasser der Waldnaab angetrieben, von der nördlich des Ortes mittels eines Wehrs der Mühlbach abgeleitet wurde. Das Bauensemble des Schlosses wird auf der Süd-Ost-Seite vom Schleifbach umschlossen. Die Anlage wird als Bodendenkmal unter der Aktennummer D-3-6338-0067 im Bayernatlas als „archäologische Befunde des Mittelalters und der frühen Neuzeit im Bereich des Schlosses Unterwildenau, darunter die Spuren von Vorgängerbauten bzw. älterer Bauphasen und der abgegangenen zugehörigen Mühle, ehemals ein spätmittelalterlicher und frühneuzeitlicher Eisenhammer“ geführt. Ebenso ist sie unter der Aktennummer D-3-74-133-26 als denkmalgeschütztes Baudenkmal von Unterwildenau verzeichnet.

## Geschichte von Wildenau
1183 wurde als Ortsadeliger „Otto von Wildenau“ genannt, der als Siegelzeuge der Grafen von Sulzbach und des Klosters Waldsassen auftrat. 1310 wurden „Ulrich von Waldau“, ein Ministeriale der Landgrafen von Leuchtenberg, und seine Gemahlin „Diemutis“, eine geborene Paulsdorferin, genannt; diese übergaben 1311 dem Kloster Waldsassen Ober- und Unterwildenau zur Aufbesserung der Mahlzeiten der waldsassischen Mönche und als Almosenspende für die Armen an der Kirchentür zu Eger. Bis zur zweiten Hälfte des 15. Jahrhunderts blieb Wildenau unter der Oberherrschaft des Klosters Waldsassen, kam aber ab 1470 wieder an die Landgrafen von Leuchtenberg.
Dort erbaute die Amberger Berg- und Eisenhüttenfamilie Ruitz (auch „Rütz“ geschrieben) einen Schienhammer. Das Werk war des Öfteren verpfändet, stand aber im Obereigentum der Landgrafen von Leuchtenberg. Der Unterwildenauer Hammer war eines der 83 Hammerwerke, die an der Gründung der Oberpfälzer Hammereinigung vom 7. Januar 1387 beteiligt waren. Dabei siegelte ein Peter Ruitz („Peter Rütz mit dem hamer zu Windenaw“). Für den Betrieb des Werkes wurde der Mühlbach von der Waldnaab abgeleitet. Ab 1474 wurde dort die Familie Plech (auch „Plecher“ oder „Plechen“ geschrieben) genannt. Hans Plecher, Bürger zu Nürnberg, fungierte damals als Hammermeister. Als Nächste wurde seine Witwe „Margaretha Plech“ genannt, die am 25. April 1492 zwei Weiher unterhalb von Neudorf gelegen an Wolfgang Piringer von Weiden verkaufte. Die Familie Plech hatte den Hammer mithilfe geliehenen Geldes von einem Ruprecht Buchsenhofer aus Amberg gekauft, dieser vermachte seine Einkünfte aus dem Hammer Wildenau an die Liebfrauenkirche in Pfreimd für einen Jahrtag. Um 1525 scheint die Witwe Plech den Hammer aufgegeben zu haben, denn am 7. Februar 1526 verkaufte Landgraf Johann von Leuchtenberg den Hammer an Bernhard Scherreuther aus Neuhaus. Eine Zinsabgabe für die Sebalduskirche von Nürnberg in der Höhe von 12 fl musste er übernehmen. Scherreuther war auch Pfleger in Wernberg. Unter ihm wurde die Hofmark ein Landsassengut und 1530 in das Landsassenverzeichnis der Oberen Pfalz aufgenommen. Scherreuther war ein gewalttätiger Mensch, am 1. August 1538 erstach er seinen Müllersknecht, den er mit seiner Tochter zu mitternächtlicher Stunde aufgefunden hatte, mit einem Schweinespieß. Die Tat scheint letztlich ungesühnt geblieben zu sein. Scherreuther wurde noch am 17. Dezember 1550 als Beisitzer des leuchtenbergischen Lehengerichts angeführt.
Am 13. Oktober 1566 kaufte Niklas Paur, früherer Kanzler des Bischofs Georg von Regensburg, von Landgraf Ludwig Heinrich das Gut Wildenau. Am 3. November 1573 verkaufte er Sitz und Hofmark Wildenau an die Landgräfin Mechthild und den Vormund des minderjährigen Sohnes Georg Ludwig, den Herzog Albrecht von Bayern. Wegen hoher Schulden musste der Leuchtenberger Schloss und Hofmark Wildenau zuerst als Pfand an Wolf Jakob Behaim von Adelshausen vergeben und am 28. Juli 1592 an Hieronymus Braun aus Nürnberg verkaufen. Da dieser mit der Bezahlung des Kaufpreises in Verzug kam, wurde Wildenau wieder eingezogen und an  Ambrosius Graf, leuchtenbergischer Rat und Kanzler, verkauft. Am 8. Mai 1606 wurde Wildenau erneut verkauft, diesmal an Konrad Diez von Weidenberg. Beim Verkauf war von der „Kapelle St. Lorenz, einer Mahlmühle mit drei Gängen und einer Schneid- oder Sägemühle“ die Rede, der Hammer wurde aber nicht mehr erwähnt, er scheint also abgegangen zu sein. Nach Beendigung des Dreißigjährigen Krieges hatte der Landsasse Grillmeier in Unterwildenau versucht, die Eisenproduktion wieder aufzunehmen, das scheint aber gescheitert zu sein.
Im Dreißigjährigen Krieg fielen die Truppen des Grafen Ernst von Mansfeld am 20. Februar 1621 in Wildenau ein und verwüsteten die Hofmark. 1629 wurde „Hans Friedrich Diez“ bei einer Steuerbegleichung an Kurfürst Maximilian genannt, ab 1639 ist Johann Fortunatus Diez von Weidenberg als Hofmarksherr belegt und nach 1647 seine Erben. Ab 1664 wurde ohann Ludwig Diez der Nachfolger, leuchtenbergischer Vicestatthalter und Pfleger von Wernberg; auf ihn folgte Johann Georg Diez von Weidenberg, Leuchtenbergischer Landrichter.
1714 wurde Wildenau an Johann Baptist Josef Ignaz von und zu Hauzenberg auf Schirmitz verkauft. Nach dem Tod seiner Frau wandte er sich dem geistlichen Stand zu und verkaufte seinen Besitz an Johann Ludwig von Stingelheim auf Kürn und Bernhaldswald. Um 1750 ersteigerte Franz Friedrich von Hann die Unterwildenauer Besitzungen. Von Hann  war 1738 bis 1753 Pächter des Hüttenwerkes Weiherhammer. Ab 1763 wurde Anton Ignaz von Hann Herr in Wildenau. Er war mit Maria Barbara Sommer, Klosterrichterstochter von Speinshart verehelicht. Nach seinem Tod kam Wildenau an seine Tochter Katharina von Hann bzw. an deren Gatten Franz Amadeus von Hirschberg auf Ebnath und Schwarzenreuth. Im Besitz dieser Familie ist das Gut heute noch.
In dem Hammergebäude am Mühlbach wurde ab 1759 eine Papiermühle eingerichtet. Diese hatte bis 1870 Bestand, musste dann aber wegen der übermächtigen Konkurrenz den Betrieb einstellen. An ihrer Stelle wurde ein Glasschleif- und Polierwerk eingerichtet. Die Unterwildenauer Schleife wurde bis 1914 betrieben; nach dem Ersten Weltkrieg wurde das Gebäude abgetragen. Die Wasserkraft des Mühlbaches wird heute durch ein 1956 errichtetes Elektrizitätswerk genutzt.

## Baulichkeiten
Das Schloss ist ein spätgotischer Giebelbau aus dem frühen 17. Jahrhundert. Ursprünglich war das Hauptgebäude zweigeschossig und wurde später dreigeschossig mit Satteldach ausgebaut. Der Wirtschaftshof stammt aus der Zeit um 1800, ein Bauteil ist mit „1861“ bezeichnet. Der Park ist teilweise ummauert und wurde in der ersten Hälfte des 19. Jahrhunderts angelegt; zuvor war dort ein Wurz-, Obst- und Kräutergarten, auch der Anbau von Hopfen war üblich. Das südöstliche Nebengebäude mit einer zweischiffigen Eingangshalle und Kreuzgratgewölbe wurde 1930 errichtet, Architekt war der Weidener Stadtbaurat Josef Linhart.  Die Zimmer haben farbig bemalte Holzbalkendecken, gestaltet 1923/24 von dem Weidener Künstler Hans Wilhelm Vierling im neugotischen Stil.
Um das Anwesen zieht sich eine etwa 2 m hohe Mauer mit zwei kleinen Türmchen. Für das Mauerwerk wurde auch Schlacke aus dem ehemaligen Hammer verarbeitet.

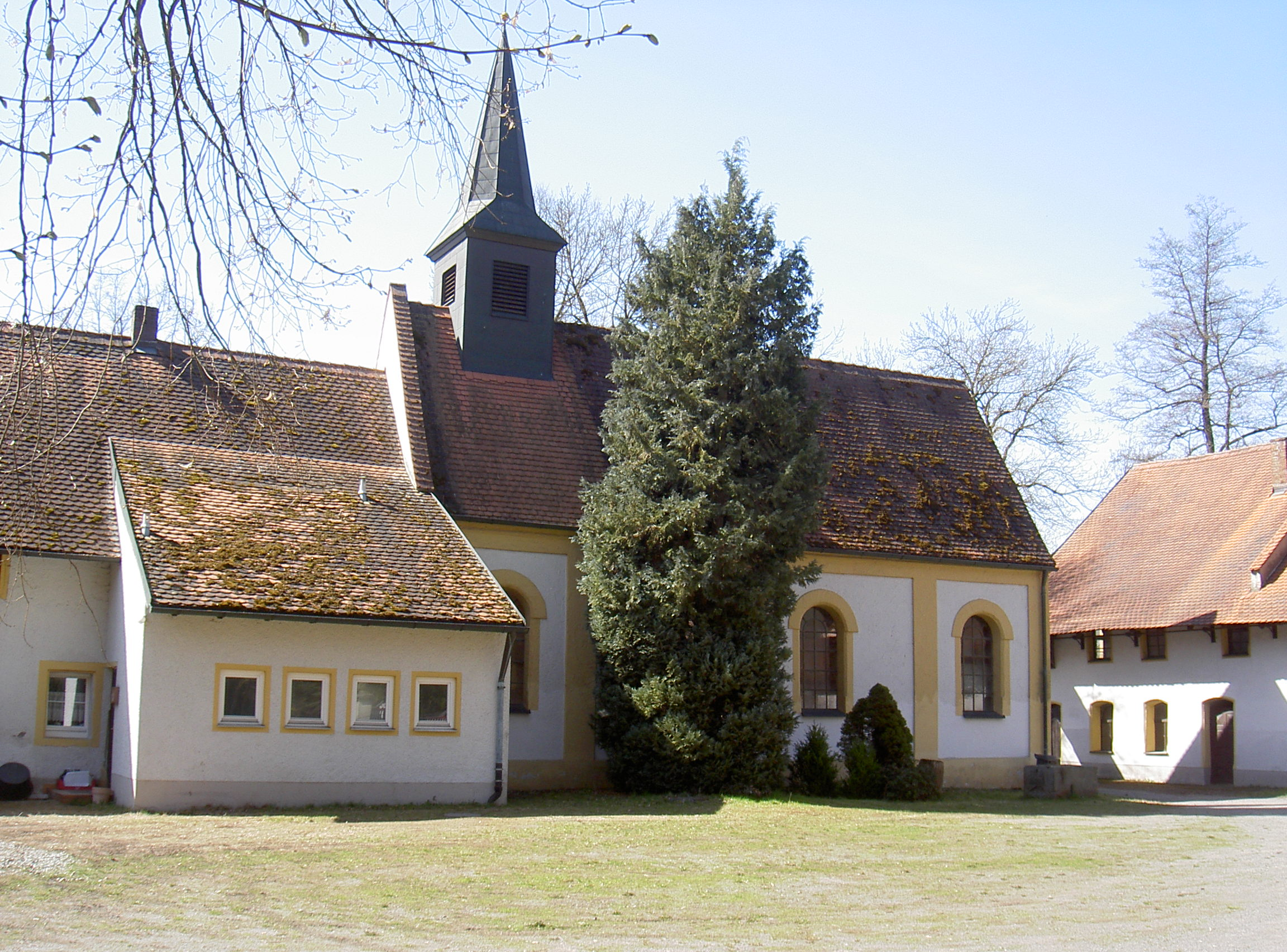
Kapelle St. Lorenz des Hammerschlosses Unterwildenau

## Kapelle St. Lorenz
Zu Beginn des 16. Jahrhunderts errichteten die Plech eine dem Heiligen Lorenz geweihte Kapelle neben dem Schloss in Unterwildenau. Der Akanthusaltar wurde von Johann Ludwig Diez (um 1670) gestiftet. Die Familie stiftete auch einen Jahrtag für die Kapelle und für die Pfarrkirche in Luhe. In der Kapelle wurden mehrere Hochzeiten gefeiert, so vermählten sich dort am 11. Januar 1765 Anton Ignaz von Hann mit Maria Barbara Sommer und am 19. Februar 1798 Franz Amand von Hirschberg mit der Hofmarkserbin Katharina von Hann.
Die Kapelle gehörte zur Pfarrei Luhe und musste dorthin Zehntabgaben leisten. Die Stiftungen für die Kapelle führten 1827 bis 1832 zu Auseinandersetzungen zwischen dem Hofmarksbesitzer und der Regierung des Regenkreises. Der Hirschberger weigerte sich, das Stiftungsvermögen für die Schlosskapelle anzugeben, da es seiner Meinung nach zum Vermögen der Familienstiftung gehörte. Letztlich musste er aber bei Androhung einer Ordnungsstrafe und der Aussendung eines Wartbotens nachgeben und ein Verzeichnis über die Kapitalien der Schlosskapelle abliefern. Die Stiftungskapitalien stammten alle von der Vorbesitzerfamilie Diez und dem Gutsbesitzer Franz Amand von Hirschberg wurde die Abgabe der Stiftungsrechnung erlassen.
Beim Großbrand von Unterwildenau im Jahre 1887 brannte auch die Kapelle ab. Unter Hermann I. von Hirschberg wurde sie wieder aufgebaut, allerdings nicht benediziert. Erst 1941 bis 1943 wurde sie von Frau Elsa von Hirschberg mit Unterstützung durch Pfarrer Johann Stadler aus Luhe für den Gottesdienst vorbereitet. Von da an wurden wieder regelmäßige Gottesdienste in der Kapelle abgehalten.
Die Kapelle hat eine Flachdecke mit Holzfeldereinlagen und einen einspringenden Chorbogen sowie einen Dachreiter. Sie ist mit einem barocken Akanthusaltar ausgestattet. Dieser war bei einer früheren Renovierung durch einen neubarocken Altar ersetzt worden und in einem Stadel aufbewahrt worden; so ist er der Vernichtung durch den Ortsbrand entgangen. Der Altar wurde 1943 durch den Malermeister Götz aus Weiden neu gefasst. Der Altar wurde von der Gutsbesitzerfamilie Diez von Weidenberg gestiftet. Im Altaraufbau befindet sich die Jahreszahl „1700“ und die Abkürzung „J.L.D.v.W.a.W“ (Johann Ludwig von Dietz von Weidenberg auf Wildenau). Oberhalb der Öffnung des alten Tabernakels ist das Wappen der Diez von Weidenberg angebracht. Der fränkisch-oberpfälzische Künstler Johann Michael Doser soll den Altar um 1710 angefertigt haben. Im Altar steht als Nischenfigur der Heilige Laurentius. Dem Altar sind große Distelblüten aufgesetzt; die Distel war eine wegen ihrer Heilkraft geschätzte Pflanze. Die seitlichen Bretterwangen mit aufgemalten Akanthusranken stammen von 1943. Die einst vorhandene Kanzel wurde nicht mehr ersetzt. Die um 1883 noch reichhaltige Innenausstattung ist großteils verschwunden, statt einer Orgel ist nur noch ein Harmonium vorhanden, auch nur noch eine Glocke.